# Второе правительство Лазаренко
В статье даются сведения о составе Кабинета Министров Украины под председательством Павла Лазаренко, действовавшего в июле 1996 года — июле 1997 года.
В соответствии со статьей 114 Конституции Украины от 28 июня 1996 года. в состав Кабинета Министров Украины входили Премьер-министр Украины, Первый вице-премьер-министр, три вице-премьер-министра, министры.

## Состав Кабинета Министров
После даты назначения или освобождения от должности членов Кабинета Министров стоит номер соответствующего Указа Президента Украины. Члены Кабинета Министров, даты освобождения от должности которых не указаны, действовали на момент отставки правительства и были переназначены на эти же должности в новом составе Кабинета Министров.
Члены правительства расположены в списке в хронологическом порядке по дате их назначения или включения в состав правительства.
- Лазаренко Павел Иванович — Премьер-министр Украины (11 июля 1996 г., № 523/96 — 2 июля 1997 г., № 599/97)
- Кравченко Юрий Федорович — Министр внутренних дел Украины (с 11 июля 1996 г., № 526/96)
- Кузьмук Александр Иванович — Министр обороны Украины (с 11 июля 1996 г., № 528/96)
- Удовенко Геннадий Иосифович — Министр иностранных дел Украины (с 11 июля 1996 г., № 530/96)
- Дурдинец Василий Васильевич — Первый вице-Премьер-министр Украины/Первый вице-премьер-министр Украины (12 июля 1996 г., № 539/96 — 30 июля 1997 г., № 748/97)
- Курас Иван Фёдорович — вице-Премьер-министр Украины/Вице-премьер-министр Украины (12 июля 1996 г., № 540/96 — 11 августа 1997 г., № 774/97)
- Бочкарев Юрий Георгиевич — Министр энергетики и электрификации Украины (12 июля 1996 г., № 541/96 — 6 мая 1997 г., № 387/97), Министр энергетики Украины (6 мая 1997 г., № 388/97 — 25 июля 1997 г., № 684/97)
- Головатый Сергей Петрович — Министр юстиции Украины (12 июля 1996 г., № 542/96 — 21 августа 1997 г., № 857/97)
- Данкевич Иван Петрович — Министр транспорта Украины (12 июля 1996 г., № 543/96 — 7 мая 1997 г., № 396/97)
- Короневский Валентин Максимович — Министр финансов Украины (12 июля 1996 г., № 544/96 — 25 февраля 1997 г., № 175/97)
- Костенко Юрий Иванович — Министр охраны окружающей природной среды и ядерной безопасности Украины (с 12 июля 1996 г., № 545/96)
- Пустовойтенко Валерий Павлович — Министр Кабинета Министров Украины (12 июля 1996 г., № 546/96 — Указом Президента Украины от 16 июля 1997 г. № 651/97 назначен Премьер-министром Украины)
- Хоришко Анатолий Ильич — Министр сельского хозяйства и продовольствия Украины (12 июля 1996 г., № 547/96 — 14 февраля 1997 г., № 147/97)
- Поляков Сергей Васильевич — Министр угольной промышленности Украины (13 июля 1996 г., № 555/96 — 18 июля 1996 г., № 580/96)
- Шведенко Николай Николаевич — Министр рыбного хозяйства Украины (13 июля 1996 г., № 556/96 — 25 июля 1997 г., № 690/97)
- Шпек Роман Васильевич — Председатель Национального агентства Украины по реконструкции и развитию, являющийся по должности Министром (26 июля 1996 г., № 597/96 — Указом Президента Украины от 14 декабря 1996 г. № 1228/96 установлен состав Кабинета Министров Украины по должностям: Председатель Национального агентства Украины по реконструкции и развитию в нем не значится)
- Зубец Михаил Васильевич — вице-Премьер-министр Украины/Вице-премьер-министр Украины по вопросам агропромышленного комплекса (5 августа 1996 г., № 629/96 — 25 июля 1997 г., № 683/97), Министр сельского хозяйства и продовольствия Украины (7 апреля 1997 г., № 297/97 — 25 июля 1997 г., № 683/97)
- Гуреев Василий Николаевич — Министр экономики Украины (5 августа 1996 г., № 630/96 — 25 февраля 1997 г., № 172/97), Министр машиностроения, военно-промышленного комплекса и конверсии Украины (26 февраля 1997 г., № 178/97 — 25 июля 1997 г., № 700/97)
- Мазур Валерий Леонидович — Министр промышленности Украины (5 августа 1996 г., № 631/96 — 25 июля 1997 г., № 687/97)
- Малев Валерий Иванович — Министр машиностроения, военно-промышленного комплекса и конверсии Украины (5 августа 1996 г., № 632/96 — 25 февраля 1997 г., № 173/97)
- Самоплавский Валерий Иванович — Министр лесного хозяйства Украины (5 августа 1996 г., № 633/96 — 29 июля 1997 г., № 731/97)
- Остапенко Дмитрий Иванович — Министр культуры и искусств Украины (с 5 августа 1996 г., № 634/96)
- Осауленко Александр Григорьевич — Министр статистики Украины (8 августа 1996 г., № 672/96 — 25 февраля 1997 г., № 174/97)
- Худолий Дмитрий Андреевич — Министр связи Украины (8 августа 1996 г., № 673/96 — 29 июля 1997 г., № 724/97)
- Белоблоцкий Николай Петрович — Министр труда Украины (8 августа 1996 г., № 675/96 — 25 июля 1997 г., № 704/97)
- Згуровский Михаил Захарович — Министр образования Украины (с 8 августа 1996 г., № 676/96)
- Завада Александр Леонидович — Председатель Антимонопольного комитета Украины (Указом Президента Украины от 17 августа 1996 г. № 707/96 установлено, что Председатель Антимонопольного комитета Украины по должности является Министром и входит в состав Кабинета Министров Украины — данный указ признан утратившим силу Указом Президента Украины от 14 декабря 1996 г. № 1228/96)
- Ехануров Юрий Иванович — Председатель Фонда государственного имущества Украины (Указом Президента Украины от 17 августа 1996 г. № 707/96 установлено, что Председатель Фонда государственного имущества Украины по должности является Министром и входит в состав Кабинета Министров Украины — данный указ признан утратившим силу Указом Президента Украины от 14 декабря 1996 г. № 1228/96), Министр экономики Украины (26 февраля 1997 г., № 180/97 — 25 июля 1997 г., № 689/97)
- Радченко Владимир Иванович — Председатель Службы безопасности Украины (Указом Президента Украины от 17 августа 1996 г. № 707/96 установлено, что Председатель Службы безопасности Украины по должности является Министром и входит в состав Кабинета Министров Украины — данный указ признан утратившим силу Указом Президента Украины от 14 декабря 1996 г. № 1228/96)
- Деркач Леонид Васильевич — Председатель Государственного таможенного комитета Украины[1] (Указом Президента Украины от 17 августа 1996 г. № 707/96 установлено, что Председатель Государственного таможенного комитета Украины по должности является Министром и входит в состав Кабинета Министров Украины — данный указ признан утратившим силу Указом Президента Украины от 14 декабря 1996 г. № 1228/96)
- Банных Виктор Иванович — Председатель Государственного комитета по делам охраны государственной границы Украины — Командующий Пограничными войсками Украины (Указом Президента Украины от 17 августа 1996 г. № 707/96 установлено, что Председатель Государственного комитета по делам охраны государственной границы Украины по должности является Министром и входит в состав Кабинета Министров Украины — данный указ признан утратившим силу Указом Президента Украины от 14 декабря 1996 г. № 1228/96)
- Осыка Сергей Григорьевич — Министр внешних экономических связей и торговли Украины (с 23 августа 1996 г., № 761/96)
- Семиноженко Владимир Петрович — Министр Украины по делам науки и технологий (с 28 августа 1996 г., № 766/96)
- Овчаренко Петр Павлович — Министр социальной защиты населения Украины (28 августа 1996 г., № 767/96 — 29 июля 1997 г., № 726/97)
- Кальченко Валерий Михайлович — Министр Украины по вопросам чрезвычайных ситуаций (с 31 августа 1996 г., № 777/96)
- Русанцов Юрий Александрович — Министр угольной промышленности Украины (5 сентября 1996 г., № 794/96 — 25 июля 1997 г., № 686/97)
- Сердюк Андрей Михайлович — Министр здравоохранения Украины (с 5 сентября 1996 г., № 796/96)
- Станик Сюзанна Романовна — Министр Украины по делам семьи и молодежи (5 сентября 1996 г., № 798/96 — 21 августа 1997 г., № 858/97)
- Пинзеник Виктор Михайлович — вице-Премьер-министр Украины/Вице-премьер-министр Украины (21 сентября 1996 г., № 862/96 — 7 апреля 1997 г., № 296/97)
- Минченко Анатолий Каленикович — Государственный министр Украины по вопросам промышленной политики и топливно-энергетического комплекса (21 сентября 1996 г., № 864/96 — 30 июля 1997 г., № 755/97)
- Кулик Зиновий Владимирович — Министр информации Украины (с 13 ноября 1996 г., № 1061/96)
- Митюков Игорь Александрович — Министр финансов Украины (с 26 февраля 1997 г., № 177/97)
- Тигипко Сергей Леонидович — Вице-премьер-министр Украины (с 8 апреля 1997 г., № 310/97)
- Круглов Николай Петрович — Министр транспорта Украины (23 мая 1997 г., № 465/97 — 17 июля 1997 г., № 652/97)

Указом Президента Украины от 2 июля 1997 г. № 599/97 принята отставка Премьер-министра Украины Лазаренко П. И.
Указом Президента Украины от 2 июля 1997 г. № 604/97 Кабинету Министров Украины поручено исполнять свои полномочия до начала работы вновь сформированного Кабинета Министров Украины.
Указом Президента Украины от 2 июля 1997 г. № 605/97 Дурдинец Василий Васильевич назначен исполняющим обязанности Премьер-министр Украины.